# Chinesisches Haus (Potsdam)

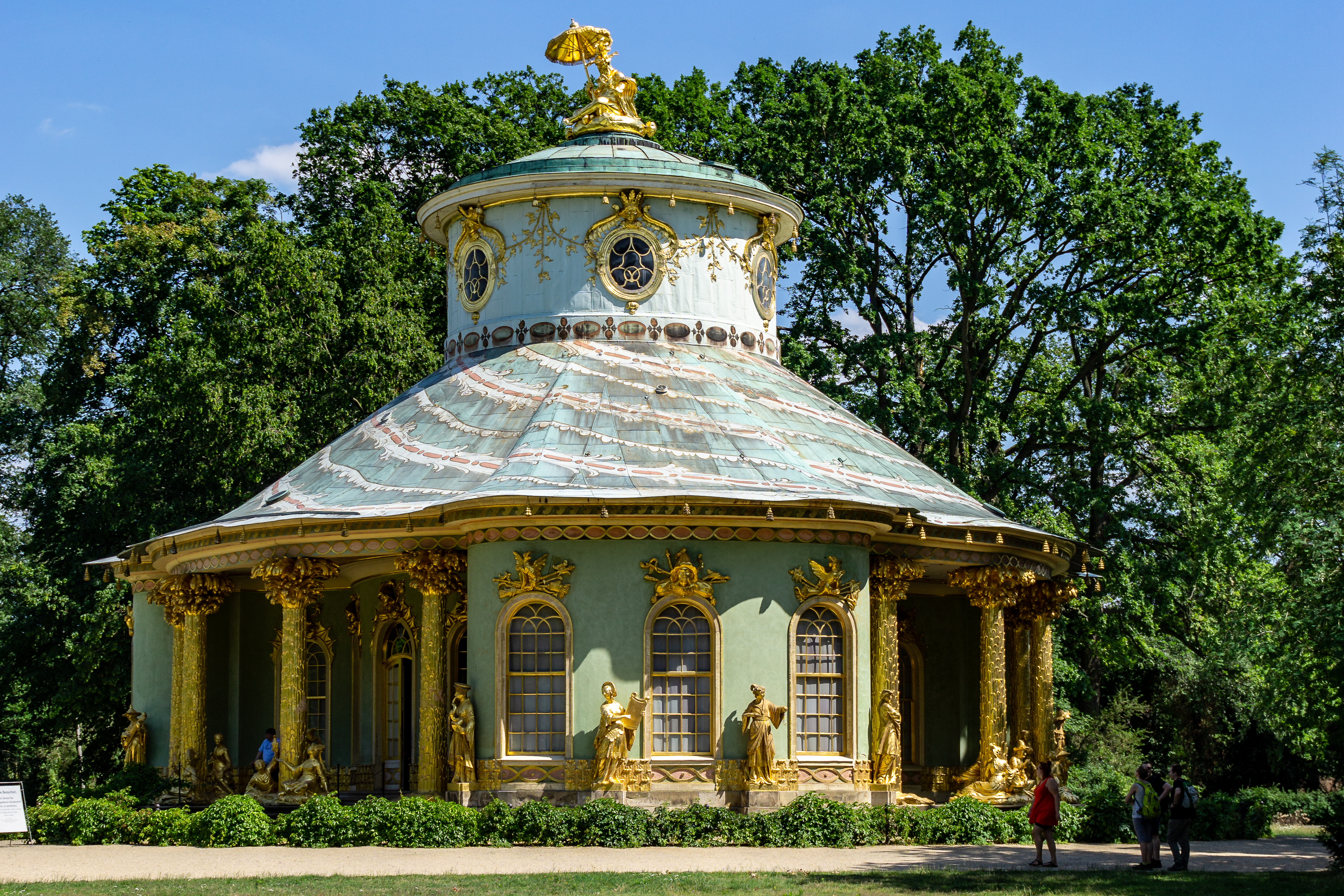
Chinesisches Haus, Park Sanssouci, Ansicht v. Nordwesten

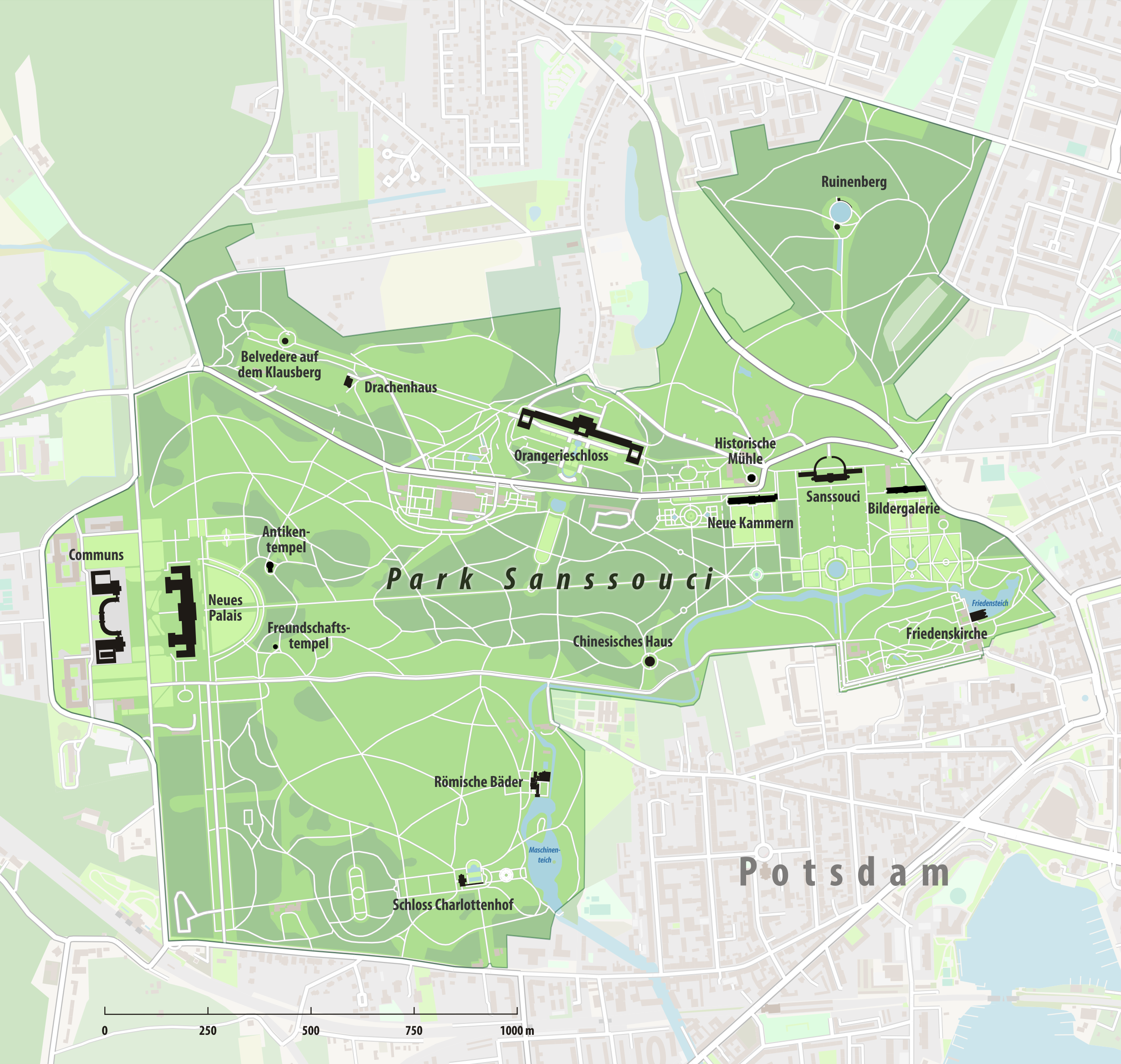
Das Chinesische Haus liegt im Park Sanssouci.

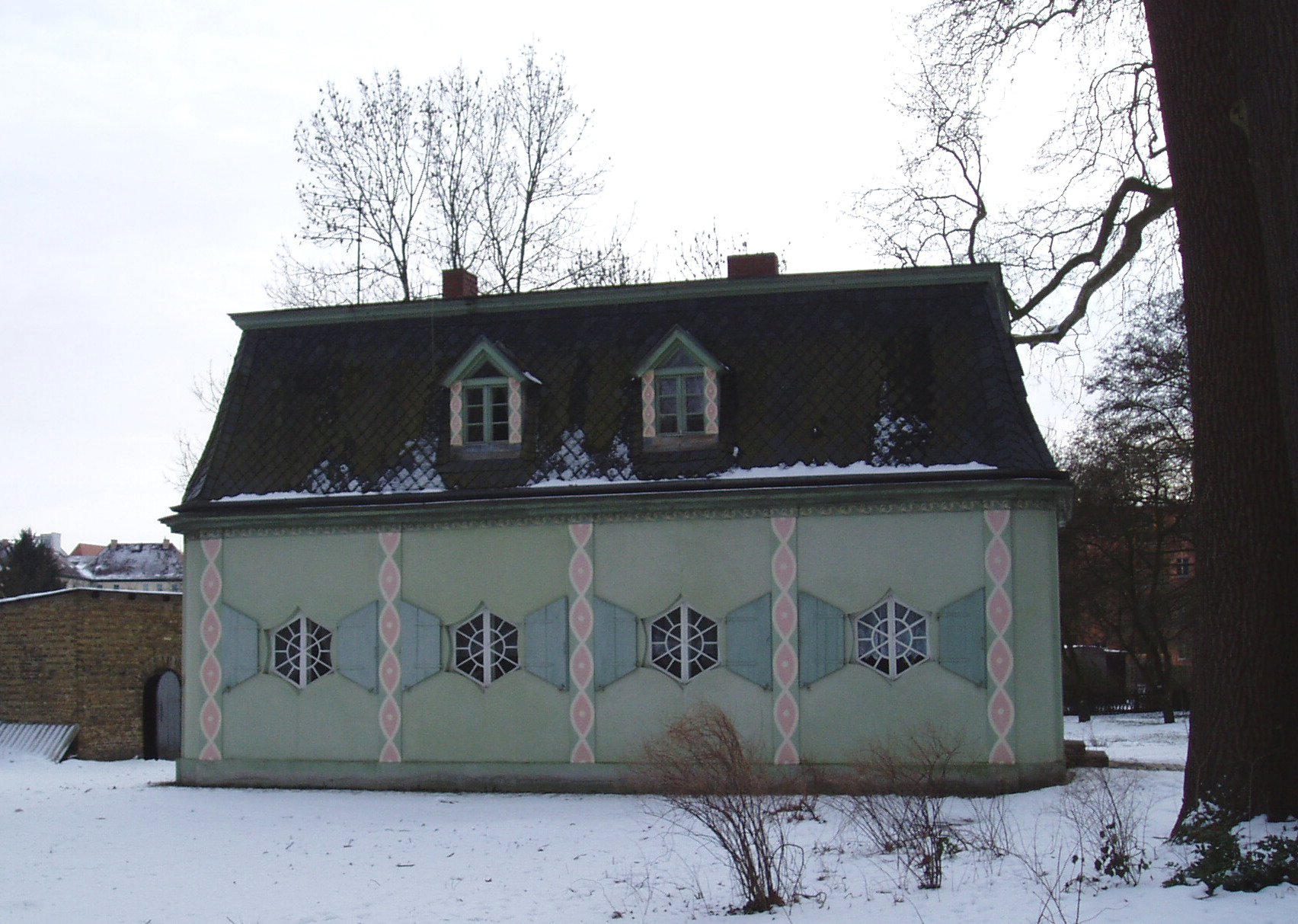
Die ehemalige Chinesische Küche nach dem Umbau

Das Chinesische Haus, auch als Chinesisches Teehaus bekannt, ist ein Gartenpavillon im Park Sanssouci in Potsdam. Friedrich der Große ließ das Gebäude zur Ausschmückung seines Zier- und Nutzgartens ca. 660 Meter südwestlich des Sommerschlosses Sanssouci errichten. Mit der Planung wurde der Baumeister Johann Gottfried Büring beauftragt, der nach Skizzen des Königs in den Jahren 1755 bis 1764 einen Pavillon im Zeitgeschmack der Chinoiserie schuf, eine Mischung von ornamentalen Stilelementen des Rokokos und Teilen ostasiatischer Bauformen.
Auf frühen Plänen (zwischen 1770 und 1795) von „Potsdam und Umgegend mit Benutzung der Gartenpäne des Königl. Garten“ wird das Chinesische Haus auch als „Das Japanische Haus“, oder das „Japanische Palais zu Sans Soucy“ bezeichnet.
Die ungewöhnlich lange Bauzeit von neun Jahren ist auf den Siebenjährigen Krieg zurückzuführen, unter dem die wirtschaftliche und finanzielle Lage Preußens erheblich litt. Erst nach dem Ende des Krieges, 1763, wurden die Kabinette im Innern des Gartenpavillons ausgestattet. Da das Gebäude neben seiner Funktion als schmückende Gartenarchitektur gelegentlich auch als exotische Kulisse für kleinere Festlichkeiten diente, gab Friedrich der Große Order zum Bau einer Chinesischen Küche wenige Meter südöstlich des Chinesischen Hauses. Nach einem Umbau 1789 erinnern nur noch die sechseckigen Fenster an den ostasiatischen Charakter des ehemaligen Wirtschaftsgebäudes.
Ebenfalls unter dem Einfluss der Chinoiserie entstand einige Jahre später, auf dem am nördlichen Rand des Parks Sanssouci angrenzenden Klausberg, das Drachenhaus in der Form einer chinesischen Pagode. Mit diesen Gebäuden folgte Friedrich der Große der Chinamode des 18. Jahrhunderts, die sich zuerst in Frankreich, dann in England und Deutschland ausbreitete.

## Die Chinoiserie

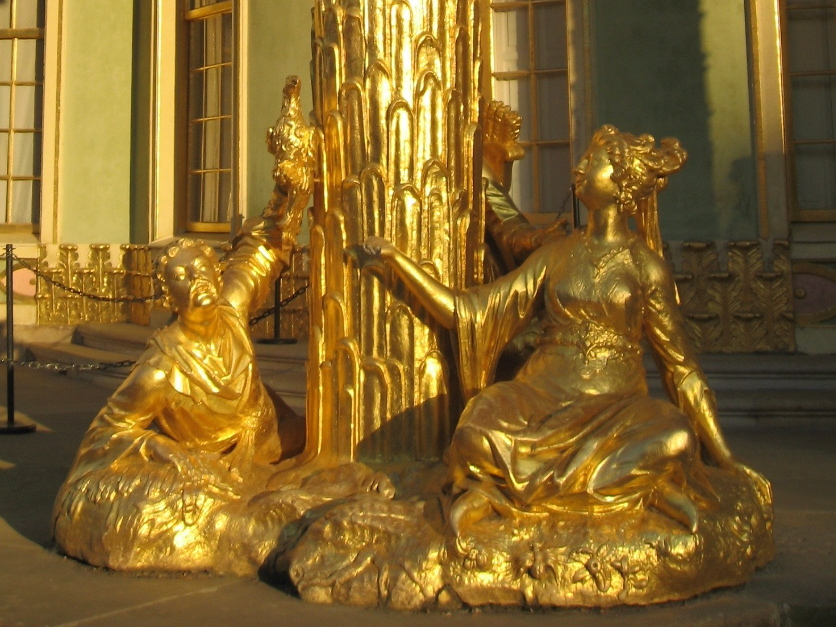
Figurengruppe am Chinesischen Haus

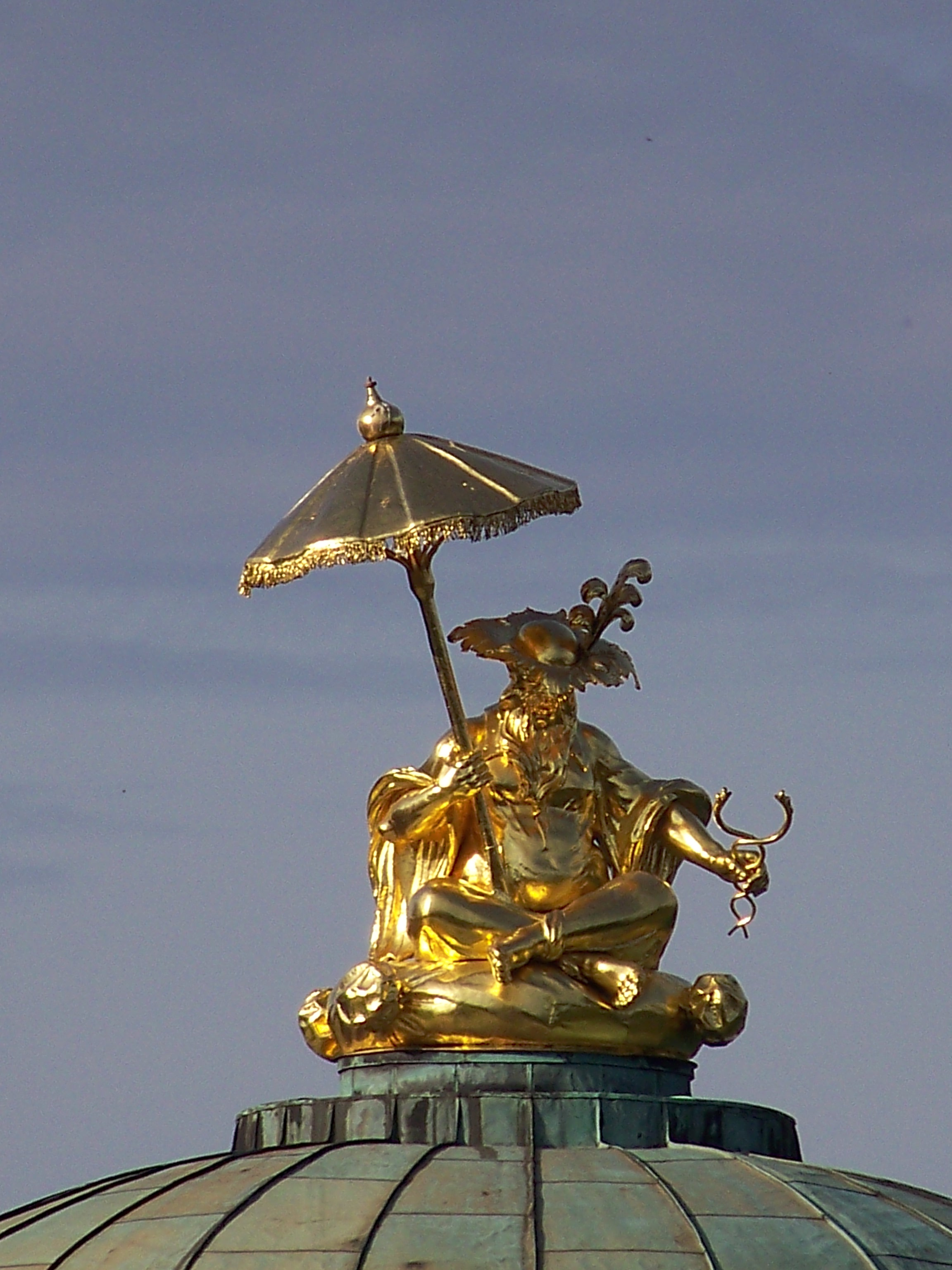
Sitzender Mandarin auf der Kuppel des Chinesischen Hauses

Durch den Überseehandel der Holländer mit China kamen Ende des 17. Jahrhunderts Kunsthandwerk aus Perlmutt und mit Lackmalerei, Seidenstoffe und Porzellane nach Europa. An den Fürstenhöfen des Barocks entwickelte sich ein Interesse an der ostasiatischen Kunst, die in der Zeit des Rokokos eine wahre Chinamode, die Chinoiserie, entstehen ließ. Neben der Begeisterung für asiatische Luxusgüter, die mit den subtilen Formen des Rokokos harmonierten, wurde durch Reisebeschreibungen und Zeichnungen das Bild eines heiter verspielten Lebensstils der Menschen in China wiedergegeben, das den Wertvorstellungen der gelockerten Lebensführung an den europäischen Höfen entsprach.
Mit Wandbemalungen, die eine romantisierende Welt der Chinesen darstellten, Porzellan auf Wandkonsolen und kleinen Möbeln im chinesischen Stil wurden ganze Räume in den Schlossbauten ausgeschmückt. In den Gartenanlagen entstanden Pavillons und Pagoden, die nicht unbedingt ein bestimmtes chinesisches Gebäude zum Vorbild hatten, sondern oft nur durch geschwungene Dachformen und Figuren aus der chinesischen Kultur ostasiatische Bauweise suggerierten.

## Architektur
Für das Chinesische Haus nahm Friedrich der Große den kleeblattförmigen Grundriss eines 1738 erbauten Gartenpavillons, dem Maison du trefle, im Schlosspark von Lunéville (Frankreich) zum Vorbild. Dieses Gebäude entwarf der französische Architekt Emmanuel Héré für den Herzog von Lothringen, Stanislaus I. Leszczyński, den König von Polen, der in Frankreich im Exil lebte. Ein Exemplar eines von Héré 1753 veröffentlichten Kupferstichwerks über dessen Bauten war im Besitz Friedrichs des Großen.

### Äußere Gestaltung
Das Chinesische Haus hat den Grundriss eines Kleeblatts. An den kreisrunden Zentralbau schließen sich in regelmäßigen Abständen drei Kabinette im Wechsel mit Freiräumen an. Fast bodentiefe, rundbogige Fenster und Fenstertüren lassen viel Licht in das Innere des Pavillons. Das geschwungene zeltartige Kupferdach wird in den Freiräumen von je vier vergoldeten Palmsäulen aus Sandstein gestützt. Sie sind Arbeiten des Schweizer Zierratenbildhauers Johann Melchior Kambly, der ab 1745 im Auftrag Friedrichs des Großen in Sanssouci tätig war.
Die vergoldeten Sandsteinplastiken, am Fuß der Säulen sitzend und an den Wänden der Kabinette stehend, stammen aus den Werkstätten der Bildhauer Johann Gottlieb Heymüller und Johann Peter Benkert. Den Entwürfen für das Figurenensemble der essenden, trinkenden und musizierenden Chinesen standen den Bildhauern Menschen aus der Region Modell, woraus sich die europäischen Gesichtszüge der Figuren erklären.
Der Tambour, der dem Dach aufgesetzt wurde, wird von der vergoldeten Figur eines Mandarin mit aufgespanntem Schirm und Caduceus bekrönt. Nach einem Entwurf des Bildhauers Benjamin Giese erstellte sie Friedrich Jury in Kupfer. Durch die längsovalen Fensteröffnungen des Tambours fällt, wie durch die Fenster in der Fassade, Licht in den Zentralraum.

### Innenraumgestaltung

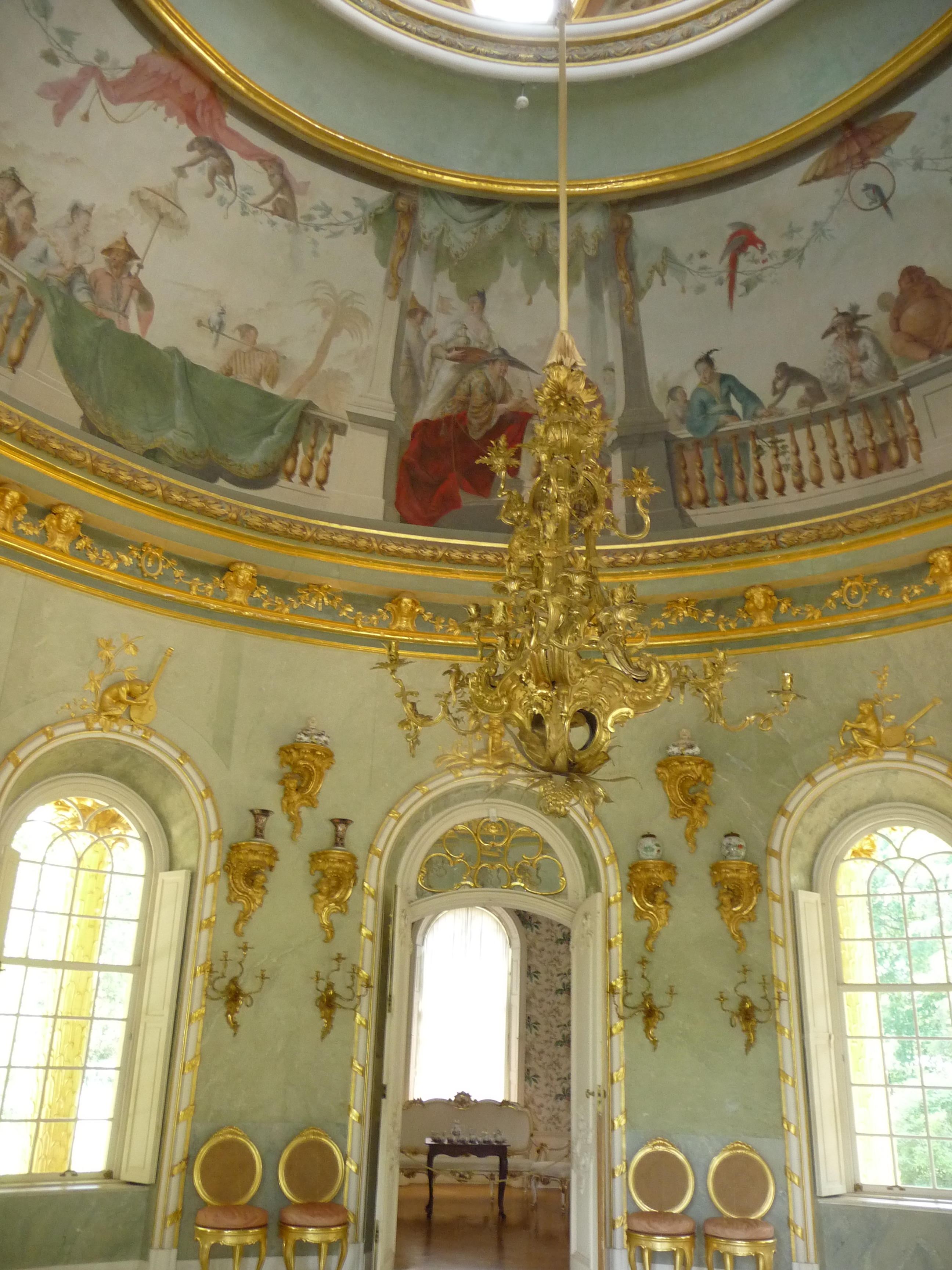
Deckenmalerei im Innern

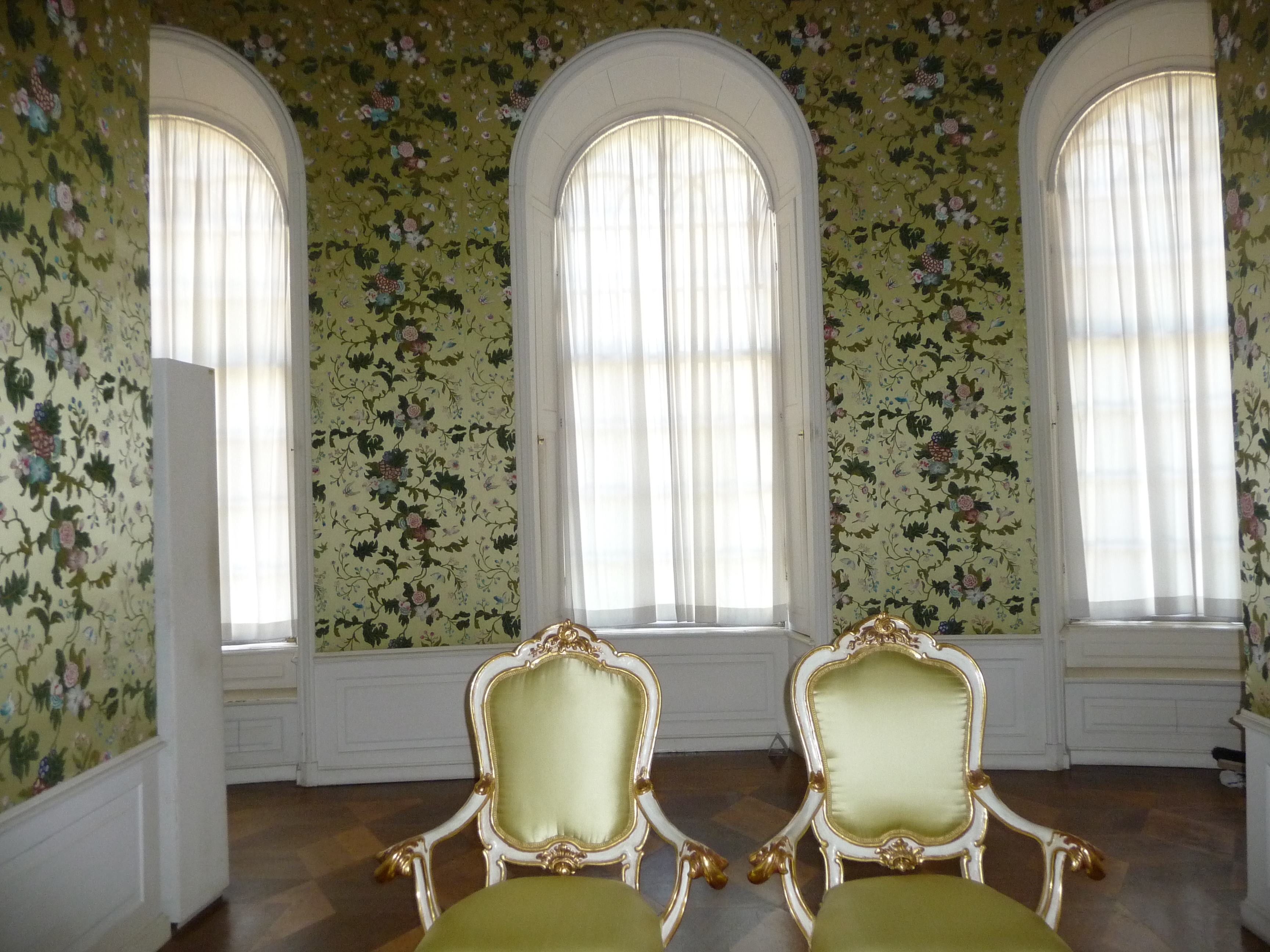
Seitenkabinett

Die Wand des kreisrunden Hauptraums, der von der Nordseite betreten wird, ist mit grünem Stuckmarmor überzogen. In Stuck gearbeitete Affen mit Musikinstrumenten über den Fenstertüren, Konsolen, auf denen Porzellan platziert ist und Kerzenhalter, so genannte Wandbranchen, zwischen den Fenstern sind allesamt mit Blattgold überzogen. Ebenfalls vergoldet ist ein reich verzierter, mit Kerzen bestückter Kronleuchter, der von der Kuppel herabhängt.
Das Deckenbild im oberen Rund des Raums wurde 1756 von Thomas Huber geschaffen. Von ihm stammen auch die Deckenmalereien über den Freiräumen im Außenbereich. Als Vorlage im Innern diente eine Entwurfszeichnung des französischen Künstlers Blaise Nicolas Le Sueur, der als Zeichenlehrer an der Berliner Kunstakademie unterrichtete. Die Deckenmalerei zeigt hinter einer Balustrade teils in den Raum schauende, teils miteinander plaudernde asiatische Menschen. Sie sind umgeben von Papageien, Affen und auf Pfosten sitzenden Buddhafiguren.
Die Wände der an den Hauptraum angrenzenden Kabinette erhielten hellgrundige, seidene Wandbespannungen mit gemalten Blumenmustern, eine in dieser Zeit beliebte und preiswerte Wandtextilie aus einheimischer Produktion, die sogenannten „Pekings“. Wie auch hier verwendete Friedrich der Große für die Raumausstattung seiner Gebäude fast nur Stoffe verschiedener Qualität aus preußischen Seidenfabriken. Kleine erhaltene Reste dieser Wandbespannung dienten bei der Restaurierung 1990 bis 1993 als Vorlage für eine Rekonstruktion des Originals.

## Räuchergefäß

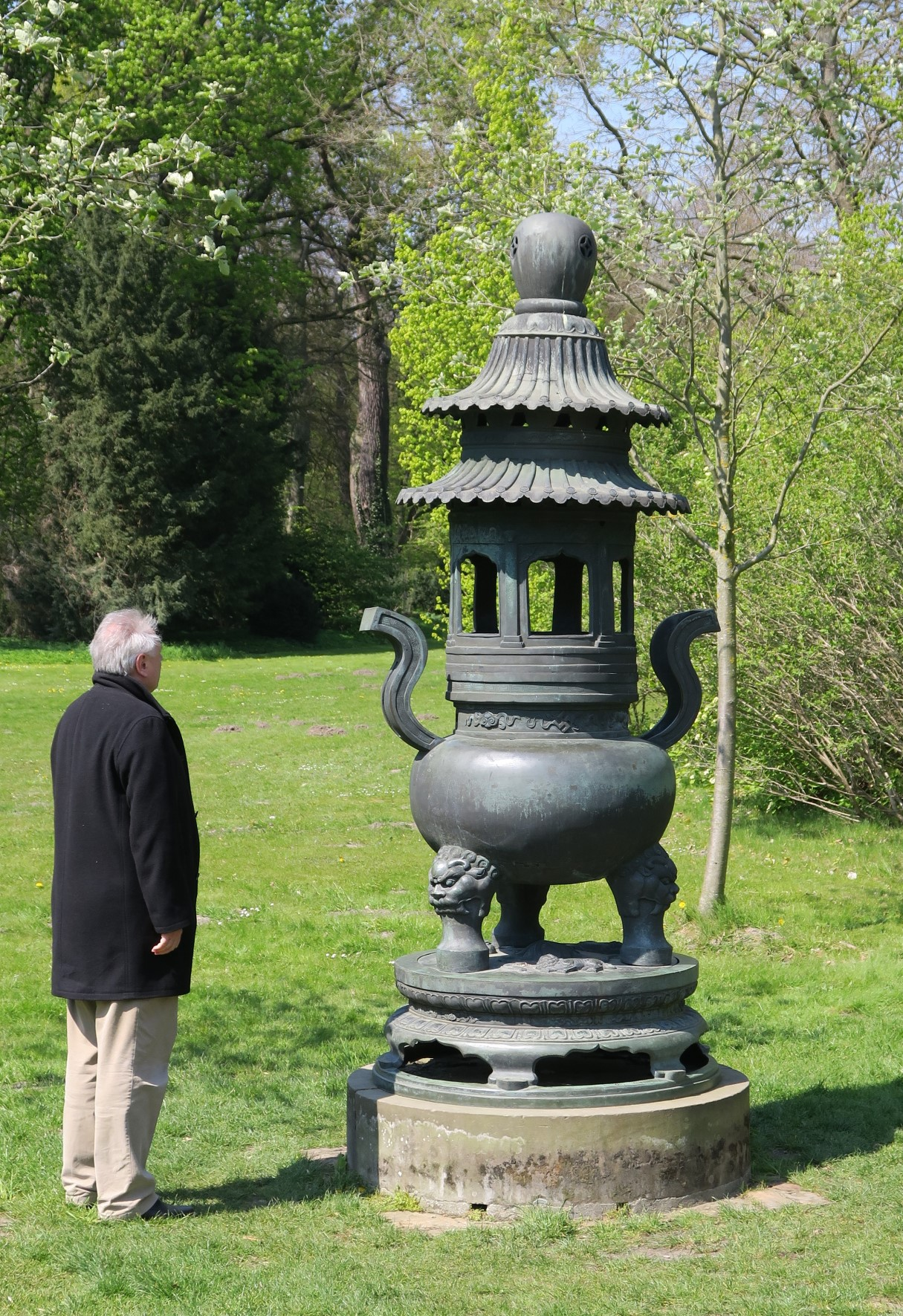
Das Räuchergefäß

Neben dem Chinesischen Haus steht auf der Wiese ein hohes Räuchergefäß mit der Inschrift „製年元正雍清大“. Von rechts nach links zu lesen ergibt das: „Daqing Yongzheng yuannian-zhi“, übersetzt: „Hergestellt im 1. Regierungsjahr des Kaisers Yongzheng“, also im Jahr 1723. Da in Ostasien Kunstobjekte oft zurückdatiert wurden, um sie wertvoller zu machen, könnte das Gefäß jedoch auch später hergestellt worden sein.
Im „Amtlichen Führer“ zum Chinesischen Haus heißt es, dass das Räuchergefäß als Geschenk des Königs von Siam Chulalongkorn 1897 nach Potsdam kam und bis 1955 im ehemaligen Rosengarten am Neuen Palais gestanden hat.